# 카이아초
카이아초(이탈리아어: Caiazzo)는 이탈리아 캄파니아주의 카세르타도에 있는 도시이며 카야초(Cajazzo)라고도 불린다. 볼투르무스의 오른쪽 뱅크에 있으며 카푸아와의 거리는 북동쪽으로 20 km 거리에 있다.